# Rhodesiana maculata
Rhodesiana maculata är en insektsart som beskrevs av Vitaly Michailovitsh Dirsh 1959. Rhodesiana maculata ingår i släktet Rhodesiana och familjen gräshoppor. Inga underarter finns listade i Catalogue of Life.